# Jakob Thoma
Jakob Thoma (* 2. Dezember 1848 in Mödling; † 22. Oktober 1910 ebenda) war ein österreichischer Politiker der CS.

## Leben
Thoma, der Mitglied der Christlichsozialen Partei war, war im zivilen Beruf Tierarzt (Kurschmied).
In seiner Heimatstadt Mödling war er von 1885 bis 1890 im Gemeinderat und von 1890 bis 1910 Bürgermeister. In seine Amtszeiten fielen zahlreiche Schulbauten sowie die Regulierung des Mödlingbaches. Er war maßgeblich beteiligt am Bau der K.u.K. Technische Militärakademie im Jahr 1904, die heute die HTL Mödling beherbergt.
Ebenso in der Zeit von 1890 bis 1910 war er Abgeordneter des Niederösterreichischen Landtages, wobei er von 1902 bis 1908 Abgeordneter von Baden, Gumpoldskirchen, Mödling und Perchtoldsdorf war. In den beiden letzten Jahren 1909 und 1910 fiel die Stadt Baden weg. Erstmals gewählt wurde er bei der Nachwahl, nachdem Josef Schöffel sein Mandat nicht annahm.

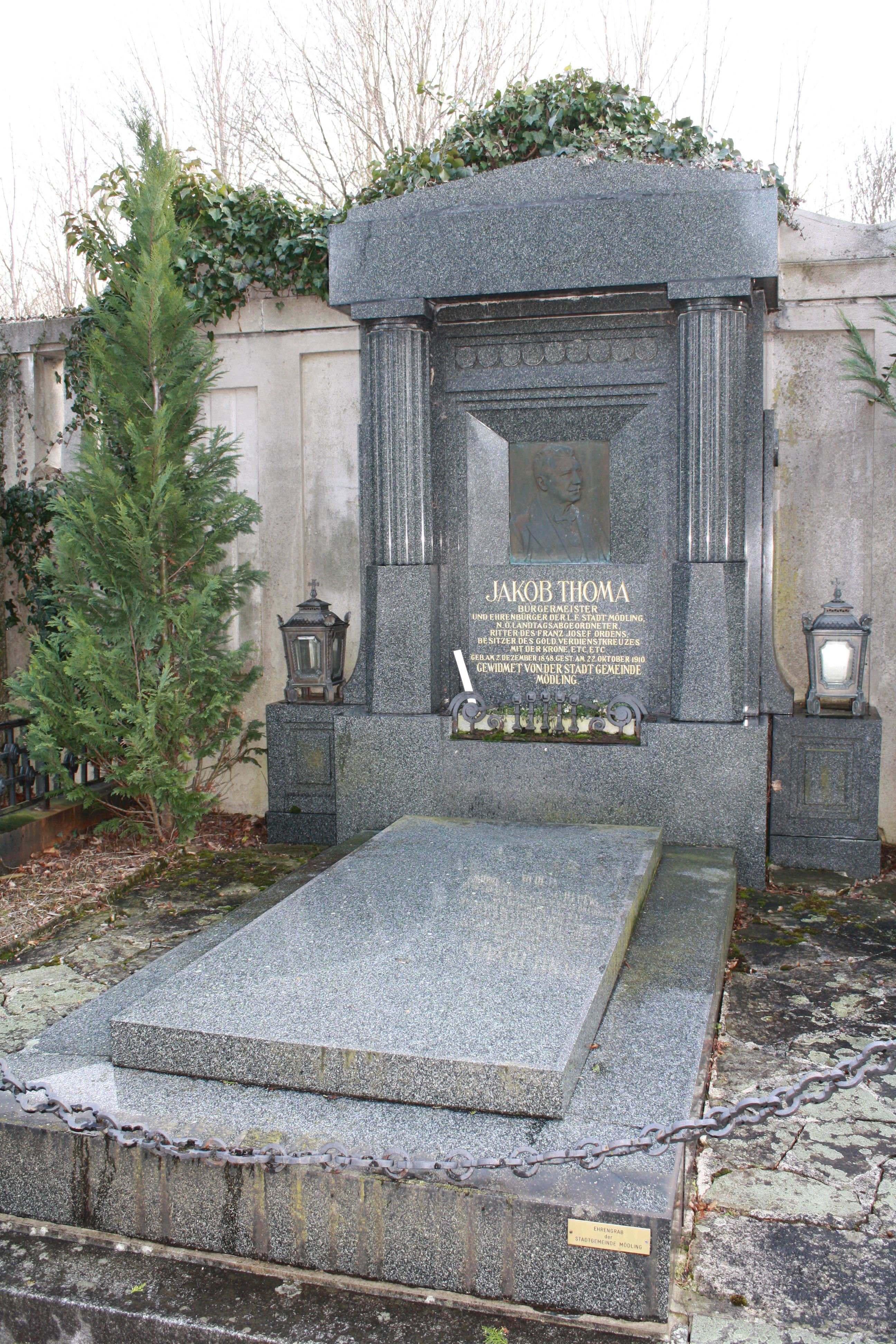
Ehrengrab am Mödlinger Friedhof

Er starb am 22. Oktober 1910 in Mödling, wo er auch in einem Ehrengrab der Stadt Mödling begraben ist.

## Auszeichnungen
Er war auch Ritter des Franz-Joseph-Ordens und Besitzer des Goldenen Verdienstkreuzes mit der Krone.
Ihm zu Ehren wurde die Jakob-Thoma-Hauptschule, die spätere Jakob-Thoma-Mittelschule, sowie die an der Schule vorbeiführende Thomastraße benannt.